# Cachoeira de Minas
Pour les articles homonymes, voir Cachoeira.
Cachoeira de Minas est une municipalité brésilienne de l'État du Minas Gerais et la microrégion de Santa Rita do Sapucaí.